# Flesh of My Flesh, Blood of My Blood
A Flesh of My Flesh, Blood of My Blood DMX amerikai rapper második stúdióalbuma, amely 1998. december 22-én jelent meg. A lemez első helyen nyitott a listákon (és 3 hétig ott is maradt), valamint az első héten 670 ezer darabot adtak el belőle. Végül háromszoros platinalemez lett. DMX első lemeze az It’s Dark and Hell Is Hot is 1998-ban jelent meg, így ő lett a második olyan rapper, akinek egy évben is megjelent két olyan lemeze, amely rögtön a Billboard 200 lista első helyén kezdett, ezt elsőnek Tupac Shakur érte el az All Eyez on Me és a The Don Killuminati: The 7 Day Theory albumokkal. Az egyetlen kislemez a Slippin’ volt, mely első lett az Angol toplistán és csak cenzúrázva jelent meg, az Egyesült Államokban a tiszta verzió is kapható volt. Maga a Flesh of My Flesh, Blood of My Blood album két verzióban jelent meg, a cenzúrázott verzión a káromkodásokat hanghatásokkal helyettesítették, a cenzúrázatlan verzióban minden hallható volt. A drogokkal kapcsolatos témák mindkét verzióban cenzúrázatlanok voltak.

## Dalok listája
| #  | Cím                                  | Producer(ek)     | Közreműködő(k)       | Hossz | Sample(ek)                                                                                       |
| -- | ------------------------------------ | ---------------- | -------------------- | ----- | ------------------------------------------------------------------------------------------------ |
| 1  | My Niggas (skit)                     | Swizz Beatz      |                      | 1:27  |                                                                                                  |
| 2  | Bring Your Whole Crew                | P. Killer Trackz |                      | 3:40  |                                                                                                  |
| 3  | Pac Man (skit)                       |                  |                      | 0:56  |                                                                                                  |
| 4  | Ain’t No Way                         | Swizz Beatz      |                      | 4:49  |                                                                                                  |
| 5  | We Don’t Give a Fuck                 | Irv Gotti, Rebel | Jadakiss, Styles P   | 4:07  |                                                                                                  |
| 6  | Keep Your Shit the Hardest           | Swizz Beatz      |                      | 4:48  |                                                                                                  |
| 7  | Coming From                          | P. Killer Trackz | Mary J. Blige        | 5:13  |                                                                                                  |
| 8  | It’s All Good                        | Swizz Beatz      |                      | 4:17  | • Contains a sample of "Heartbeat" (T. Gardner)                                                  |
| 9  | The Omen                             | Swizz Beatz      | Marilyn Manson       | 4:56  | • Contains an interpolation of "Damien" (E. Simmons, D. Blackman), as performed by DMX           |
| 10 | Slippin’                             | DJ Shok          |                      | 5:05  | • Contains a sample of „Moonstream” (G. Washington, Jr.), as performed by Grover Washington, Jr. |
| 11 | No Love 4 Me                         | Swizz Beatz      | Drag-On, Swizz Beatz | 4:00  |                                                                                                  |
| 12 | Dogs for Life                        | Dame Grease      |                      | 5:31  |                                                                                                  |
| 13 | Blackout                             | Swizz Beatz      | Jay-Z, The L.O.X.    | 5:00  |                                                                                                  |
| 14 | Flesh of My Flesh, Blood of My Blood | Swizz Beatz      |                      | 4:32  |                                                                                                  |
| 15 | Heat                                 | Swizz Beatz      |                      | 4:07  |                                                                                                  |
| 16 | Prayer II                            |                  |                      | 2:05  |                                                                                                  |
| 17 | Ready to Meet Him                    | Swizz Beatz      |                      | 5:19  |                                                                                                  |

## Lista helyezések
| Lista (1998)                      | Helyezés |
| --------------------------------- | -------- |
| Canada Albums Chart               | 28       |
| U.S. Billboard 200                | 1        |
| U.S. Billboard R&B/Hip-Hop Albums | 1        |